# Nguyễn Đức Thìn
Nguyễn Đức Thìn (sinh ngày 1 tháng 9 năm 1940) là một nhà giáo Việt Nam, người khởi xướng phong trào Nghìn việc tốt từ năm 1963. Phải chống chọi với bệnh phong cùi, ông không chỉ trở thành hiệu trưởng ngôi trường đầu tiên tại trại phong mà còn tiếp tục sự nghiệp giáo dục cho đến ngoài 80 tuổi. Ông được nhà nước Việt Nam phong tặng danh hiệu Nhà giáo Nhân dân và Anh hùng Lao động vào những năm 1980. Sau khi về hưu, ông tiếp tục công việc sáng tác thơ, viết sách về lịch sử địa phương và là trưởng ban hướng dẫn viên tại khu di tích lịch sử Đền Đô. Ông cũng là tác giả của nhiều bức ảnh nổi tiếng về khu di tích này.

## Cuộc đời

### Đầu đời
Nguyễn Đức Thìn sinh năm 1940 tại làng Đình Bảng (nay là phường Đình Bảng thuộc thành phố Từ Sơn, tỉnh Bắc Ninh). Ông tham gia lực lượng du kích ở Đình Bảng từ năm 11 tuổi và đã trở thành đội viên Đội du kích thiếu niên Đình Bảng. Đây là lực lượng du kích được thành lập từ tháng 11 năm 1949 tại Đình Bảng, nơi được xem là một "địa chỉ đỏ" của cách mạng Việt Nam vào thời điểm thực dân Pháp xâm lược. Cậu thiếu niên Nguyễn Đức Thìn lúc bấy giờ chịu trách nhiệm theo dõi việc di chuyển của quân Pháp, số lượng xe và lính đi về hằng ngày, và chụp ảnh những khu vực cần thiết. Khoảng những năm 1960, nhà văn Xuân Sách đã cho ra mắt cuốn tiểu thuyết cùng tên về Đội du kích thiếu niên Đình Bảng. Đội du kích thiếu niên này đã được nhà nước Việt Nam trao tặng Huân chương Chiến công hạng Nhất, Trung ương Đoàn Thanh niên cứu quốc tặng cờ "Thiếu niên dũng cảm" và Liên đoàn Thanh niên Dân chủ thế giới tặng cờ "Tuổi trẻ vì hòa bình". Đến năm 2009, Chủ tịch nước Việt Nam Trương Tấn Sang đã ký quyết định trao tặng danh hiệu Anh hùng Lực lượng vũ trang nhân dân.
Năm ông 15 tuổi, cha ông qua đời sau một thời gian dài đau buồn vì em trai bị xử bắn. Mẹ ông cũng bỏ làng đi biệt xứ, sau qua đời ở Cai Lậy, Tiền Giang. Mặc dù chỉ học hết lớp 7, nhưng ông đã tiếp tục tự học và trở thành giáo viên trường làng vào năm 18 tuổi. Trong thời gian đi dạy, ông tranh thủ thời gian rảnh để học Trung cấp Sư phạm, sau khi hoàn thành việc học thì ông được phân công giảng dạy môn Văn và Lịch sử tại trường cấp 2 Liên Sơn (nay là Trường Trung học cơ sở Tam Sơn thuộc Từ Sơn, Bắc Ninh) từ táng 6 năm 1961.

### Nhà giáo và căn bệnh phong
Ngày 24 tháng 3 năm 1963, phong trào "Thi đua làm nghìn việc tốt, thực hiện 5 điều Bác Hồ dạy, giành danh hiệu Cháu ngoan Bác Hồ", gọi tắt là phong trào "Nghìn việc tốt" được phát động tại Trường Liên Sơn, bắt nguồn từ sáng kiến của thầy giáo Nguyễn Đức Thìn lúc bấy giờ là Tổng phụ trách đội của trường. Chỉ trong thời gian ngắn, phong trào đã lan rộng ra toàn miền Bắc Việt Nam và được nhiều học sinh nhiệt tình hưởng ứng. Không chỉ là tác giả mà ông còn đã đi nhiều tỉnh từ Bắc vào Nam để tuyên truyền về phong trào này, tham gia huấn luyện cán bộ Đoàn, phụ trách các đoàn thiếu nhi Việt Nam tham gia các trại hè quốc tế. Đến những năm 1970, phong trào này đã được nhân rộng ra khắp Việt Nam cũng như được nhiều quốc gia khác học hỏi kinh nghiệm. Việc phát động phong trào Nghìn việc tốt của thầy Nguyễn Văn Thìn đã được Trung tâm Sách kỷ lục Việt Nam ghi nhận xác lập kỷ lục vào tháng 10 năm 2012. Đang trong giai đoạn dốc lòng cho sự nghiệp giáo dục, ông mắc bệnh phong khi chỉ mới 30 tuổi, phải vào Trại phong Quỳnh Lập (hay Bệnh viện da liễu Quỳnh Lập) để điều trị. Lúc bấy giờ, ông đang là giáo viên kiêm Ủy viên thường vụ Trung ương Đoàn của trường và Ủy viên thường vụ Huyện đoàn Tiên Sơn. Trong 4 năm ở trại phong, ông được bầu làm Bí thư Chi bộ. Vốn là một nhà giáo, khi phát hiện vấn đề hơn 100 trẻ em là con em bệnh nhân ở khu điều trị bị tách biệt khỏi cộng đồng, ông đã nảy ra ý tưởng mở trường bên bờ biển.
Chẳng để các em vương bụi đời

Thiếu nhi cháu Bác phải vui tươi

Tôi dắt các em vào trường học

Nơi tình thương đẹp nhất đời người
Nguyễn Đức Thìn, sáng tác khi trường Lê Văn Tám ra đời
Trong cuốn hồi ký của mình, ông đã viết rằng: "Ở Quỳnh Lập, ngoài việc chữa bệnh, điều băn khoăn lớn nhất của tôi là làm thế nào để tổ chức cho các em được học chữ". Tháng 9 năm 1979, trẻ em tại khu trại phong bắt đầu năm học mới tại ngôi trường mới mang tên Lê Văn Tám do thầy giáo Nguyễn Đức Thìn làm hiệu trưởng. Lớp học được tận dụng từ dãy nhà ở của bệnh nhân, còn người đứng lớp chính là những giáo viên đang điều trị phong tại đây. Đây được xem là công lao lớn nhất của ông đối với người dân Làng Phong. Trường Lê Văn Tám bắt đầu với chỉ 2 lớp và 2 giáo viên, về sau dần tăng lên 7 lớp với 200 học sinh và trở thành phân hiệu 2 của Trường Trung học cơ sở Quỳnh Lập. Trong thời gian điều trị tại Quỳnh Lập, ông từng đại diện người bệnh tham gia Hội nghị Khoa học và nhân đạo về bệnh phong do Bộ Y tế tổ chức.
Sau 4 năm điều trị, ông quay lại trường cũ để tiếp tục công tác. Trong thời gian giảng dạy, ông đã có hơn 30 sáng kiến, đề tài khoa học các cấp, trong đó có 4 đề tài được tặng Bằng khen và Huy hiệu Lao động sáng tạo của Tổng Công đoàn Việt Nam (nay là Tổng Liên đoàn Lao động Việt Nam), trong đó 3 đề tài được cấp bằng Lao động sáng tạo là "Nghìn việc tốt", "Thắp sáng ngòn đèn Ngô Gia Tự" và "Tổ chức học sinh hoạt động sử học". Năm 1985, ông được trao tặng danh hiệu Anh hùng Lao động vì đạt được nhiều thành tích xuất sắc trong giáo dục, trong đó bao gồm trở thành một nhà khoa học giáo dục dù không được đào tạo bài bản, vẫn tổ chức các lớp học bên bờ biển dù đang phải điều trị trong trại phong, và là tác giả cuộc phong trào Nghìn việc tốt. Đến năm 1988, ông tiếp tục được phong tặng danh hiệu Nhà giáo Nhân dân. Trong suốt nhiều năm, ông đã được mời tham dự nhiều hội nghị giáo dục ở nhiều quốc gia như Lào, Đức, Mông Cổ. Và đến khi về hưu nhiều năm, ông vẫn tiếp tục được mời đến nói chuyện tại các trường đại học.

### Ông từ Đền Đô
Năm 1991, ông về hưu, nhưng lại được địa phương bổ nhiệm làm Trưởng ban Tuyên truyền, vận động xây dựng lại khu di tích Đền Đô – nơi thờ tự 8 vị vua đầu tiên của nhà Lý. Ông là Ủy viên Ban quản lý Di tích Đền Đô và tiếp tục làm hướng dẫn viên tại đền cho đến năm 2015. Là chịu trách nhiệm trông coi ngôi đền, ông được người dân địa phương gọi với những cái tên như "Ông từ Đền Đô" hay "Hiệp sĩ Đền Đô". Ông cũng là tác giả của nhiều bức ảnh nổi tiếng về khu di tích này. Ngày 26 tháng 8 năm 1998 (tức ngày 5 tháng 7 âm lịch) là ngày dỗ của Lý Anh Tông. Từ sáng sớm người dân nhiều nơi đã đổ về Đền Đô để hành lễ. Ông Thìn là người chịu trách nhiệm chụp ảnh tư liệu cho buổi lễ này. Khi buổi lễ đang diễn ra, có 8 áng mây xuất hiện song hành trên đỉnh Thọ lăng Thiên Đức, tương ứng với 8 vị vua nhà Lý đang được thờ phụng tại Đền Đô. Ông Thìn đã nhanh tay chụp lại khoảnh khắc này bằng chiếc máy ảnh Canon cũ. Bức ảnh này được ông đặt tên là "Cổ Pháp tường vân" mang ý nghĩa dải mây mang ý nghĩa tốt lành trên bầu trời Cổ Pháp, về sau thường được biết đến với cái tên "Bát đế vân du" hay "Lý bát đế hiển linh". Đến nay, bức ảnh này được đóng khung và treo trong chính điện của đền.
Một thoáng Đền Đô rồng vàng hiện

Ân tình trời đất tụ khí thiên

Người về Đình Bảng tâm đức thiện

Rồng hổ tương phùng thoả tâm linh
Nguyễn Đức Thìn
Chỉ chưa đầy một tuần sau, sáng ngày 1 tháng 9 năm 1998, người dân địa phương Đình Bảng chuẩn bị lễ rước kiệu từ Đền Đô về Hà Nội phục vụ cho chương trình chào mừng Sài Gòn tròn 300 tuổi. Trong lúc lễ dâng hương lên các vị vua đang diễn ra, bầu trời bất ngờ xuất hiện dải sáng màu vàng và đám mây có hình tương tự rồng đang bay về hướng Hà Nội. Người "nhiếp ảnh làng" Nguyễn Văn Thìn đã nhanh tay chụp lại khoảnh khắc này và bức ảnh "Hoàng long vân giáng thế" ra đời. Bức ảnh này cũng đang được trưng bày tại Đền Đô.

### Nhà văn và sự nghiệp nghiên cứu lịch sử
Chịu ảnh hưởng bởi bệnh phong, bàn tay của ông đã gần như không còn cảm giác, không xòe ra được nữa. Nhưng ông vẫn sử dụng máy tính để tiếp tục công việc sáng tác, viết thơ văn và sách báo. Ông đã viết và in hơn 3000 trang sách và hàng trăm bài báo, trong đó có cuốn tự truyện "Chuyện cuộc đời", tập thơ "Bình minh đến sớm", và tuyển tập "Nghìn việc tốt – chuyện kể ở Tam Sơn". Tác phẩm "Chuyện cuộc đời" dày hơn 400 trang của ông đã được nhà xuất bản Thanh niên tái bản 9 lần, và được nhiều độc giả quan tâm. Cuốn tự truyện này cũng trở thành tư liệu, kịch bản cho các nhà làm phim xây dựng hơn 10 bộ phim tài liệu. Năm 2012, ông xuất bản tập thơ "Bình minh đến sớm", tổng hợp nhiều bài thơ ông đã sáng tác từ khi còn điều trị trong trại phong. Để chống chọi với nổi đau do bệnh tật mang đến, ông tìm được niềm vui của mình là làm thơ. Nhiều người ví ông như một Hàn Mặc Tử thứ hai. Ông sáng tác rất nhiều bài thơ, trong đó có một bài đã được nhạc sĩ Mai Kiên phổ nhạc. Không chỉ là Hội viên Hội Văn hóa nghệ thuật Bắc Ninh, phân hội trưởng của phân hội Văn hóa nghệ thuật Từ Sơn, ông còn là Chủ nhiệm Câu lạc bộ thơ Đền Đô.
Trong suốt những năm làm việc tại Đền Đô, ông đã sưu tầm nhiều hiện vật, tư liệu phục vụ cho việc quản lý, bảo tồn khu di tích cũng như các tư liệu lịch sử về các vị vua nhà Lý. Ông là tác giả của cuốn sách "Di tích lịch sử văn hóa đền Đô" dày hơn 300 trang và các tác phẩm khác về lịch sử Đình Bảng, cũng như nhiều bức ảnh nổi tiếng tại khu di tích Đền Đô. Ngoài ra, ông còn cho ra mắt 13 tác phẩm viết về lịch sử văn hóa Đền Đô, Đình Bảng và nhà Lý.

## Tác phẩm

### Sách
| Tên                                  | Thể loại    | Vai trò  | Năm  | Nhà xuất bản                            | Nguồn         |
| ------------------------------------ | ----------- | -------- | ---- | --------------------------------------- | ------------- |
| 60 năm Nghìn việc tốt nở hoa         | Tập tư liệu | Tác giả  | 2023 | Nhà xuất bản Hội nhà văn                |               |
| Chuyện cuộc đời                      | Tự truyện   | Tác giả  | 2007 | Nhà xuất bản Thanh niên                 | [ 35 ] [ 36 ] |
| Chuyện kể ở Đền Đô                   | Lịch sử     | Tác giả  | 2003 | Nhà xuất bản Văn hóa dân tộc            | [ 37 ]        |
| Di tích lịch sử văn hóa Đền Đô       | Lịch sử     | Tác giả  | 2005 | Nhà xuất bản Văn hóa dân tộc            | [ 38 ]        |
| Đình Bảng, quê hương nhà Lý          | Lịch sử     | Tác giả  |      |                                         |               |
| Lãnh đạo Đảng và Nhà nước với Đền Đô | Lịch sử     | Tác giả  |      |                                         |               |
| Lịch sử xã Đình Bảng                 | Lịch sử     | Tác giả  |      |                                         |               |
| Nghìn việc tốt – Chuyện kể ở Tam Sơn | Tập tư liệu | Tác giả  | 2013 | Nhà xuất bản Văn hóa thông tin          | [ 39 ] [ 40 ] |
| Truyện kể Đền Đô                     | Lịch sử     | Tác giả  | 2023 | Nhà xuất bản Chính trị quốc gia Sự thật |               |
| Tám vị vua triều Lý                  | Lịch sử     | Biên tập | 2006 | Nhà xuất bản Văn hóa thông tin          | [ 41 ]        |

### Tập thơ
- Bình minh đến sớm (2012)
- Cảm hứng quê (2022)
- Chích bông không ngủ trưa[b]
- Hẹn gặp ở Đền Đô (tập thơ văn, 2019)
- Hoa của Đất
- Hoa Hướng Dương (2020)
- Hướng nhìn Thăng Long (2020)
- Lục bát Đất rồng thiêng (2022)
- Ngàn hoa dân Người (2019)
- Ngọn lửa xanh
- Quê nhà tôi ơi (2021)
- Thắp lửa nhân ái (2019)
- Thơ tuổi 80 (2020)
- Tiếng vọng cội nguồn: Đền Đô – thơ & ảnh[39]

## Thành tựu

### Danh hiệu
- Anh hùng Lao động (1985)
- Nhà giáo Nhân dân (1988)

### Huân chương
- Huân chương Kháng chiến chống Mỹ hạng Nhì,
- Huân chương Lao động hạng Nhất, Nhì.

### Vinh danh
Ngày 19 tháng 8 năm 2019, thầy giáo Nguyễn Đức Thìn là một trong những cá nhân được vinh danh trong Chương trình Giao lưu toàn quốc các điển hình tiêu biểu học tập và làm theo tư tưởng, đạo đức, phong cách Hồ Chí Minh năm 2019 với tên gọi "Hồ Chí Minh – Hành trình khát vọng". Tháng 6 năm 2023, nhân dịp kỷ niệm 75 năm ngày Chủ tịch Hồ Chí Minh ra Lời kêu gọi thi đua ái quốc (11 tháng 6 năm 1948 – 11 tháng 6 năm 2023), Hội nghị biểu dương, tôn vinh điển hình tiên tiến toàn quốc đã được Hội đồng Thi đua – Khen thưởng Trung ương tổ chức tại Trung tâm Hội nghị Quốc gia, Hà Nội. Tại hội nghị, Thủ tướng Phạm Minh Chính đã thay mặt tôn vinh 700 cá nhân điển hình tiên tiến toàn quốc, trong đó có Nhà giáo nhân dân Nguyễn Đức Thìn, người đã có nhiều cống hiến cho sự nghiệp giáo dục của Việt Nam.

## Trong văn hóa đại chúng
Bên cạnh cuốn tự truyện, cuộc đời thăng trầm của thầy giáo Nguyễn Đức Thìn còn được tái hiện trong bộ phim tài liệu nhựa dài 20 phút do Nghệ sĩ nhân dân Nguyễn Như Vũ đạo diễn mang tên Người thắp lửa. Kịch bản bộ phim từng giành được giải Nhì tại cuộc thi viết kịch bản điện ảnh chào mừng chào mừng 1000 năm Thăng Long – Hà Nội vào năm 2008. Năm 2009, bộ phim chính thức ra mắt và đã giành được giải Cánh diều vàng, đạo diễn xuất sắc nhất cho phim tài liệu nhựa tại Giải Cánh diều 2009, cũng như giải Ba tại Liên hoan phim ASEAN. Cuối năm 2010, Người thắp lửa là 1 trong 4 bộ phim Việt Nam tham gia tranh giải tại Liên hoan phim châu Á-Thái Bình Dương. Đến tháng 6 năm 2013, bộ phim tiếp tục được trình chiếu tại Liên hoan phim tài liệu châu Âu – Việt Nam lần thứ 5 tổ chức tại Hà Nội và thành phố Hồ Chí Minh. Ngoài ra, ông đã từng xuất hiện trong bộ phim phóng sự Sứ giả nghìn việc tốt của Đài truyền hình Bắc Ninh – tác phẩm giành được Huy chương bạc cho hạng mục phim video tại Liên hoan phim truyền hình toàn quốc năm 2009.